# Attaque d'Aguel'hoc (2019)
Pour les articles homonymes, voir Attaque d'Aguel'hoc.
Guerre du Mali
Batailles
L'attaque d'Aguel'hoc a lieu le 20 janvier 2019 pendant la guerre du Mali.

## Prélude
Depuis 2013, un camp de la MINUSMA défendu par des casques bleus tchadiens est présent dans la ville d'Aguel'hoc,. Au cours du conflit, celui-ci est la cible de plusieurs attaques de la part des djihadistes. La dernière avait eu lieu en avril 2018 : deux soldats tchadiens avaient été tués par des tirs.
Fin 2018, le camp d'Aguel'hoc est défendu par une compagnie des forces spéciales et une compagnie d'infanterie de l'armée tchadienne ainsi qu'un peloton du génie de l'armée bangladaise. Une partie des soldats visés appartenaient au 6e contingent tchadien de la MINUSMA, arrivé quelques jours avant l'attaque, le 6 janvier 2019,.

## Déroulement
Le 20 janvier 2019, à l'aube, les djihadistes lancent l'offensive sur le camp de la MINUSMA à Aguel'hoc et sur un de ses postes de sécurité,. Selon le général Hubert Cotterau, chef d'état-major de la MINUSMA, l'attaque est menée par 150 hommes avec 15 à 25 pick-up. Après avoir coupé les communications, les assaillants convergent vers Aguel'hoc, divisés en trois groupes. Les deux premiers groupes prennent d'assaut les points de contrôle et le troisième se poste sur le chemin de la base pour ralentir l'arrivée des renforts. Un kamikaze se fait exploser sur un des postes.
Selon la MINUSMA, les assaillants mènent « une attaque complexe » avec « de nombreux véhicules armés ». Les Tchadiens ripostent aussitôt et mènent trois contre-attaques. Des hélicoptères de la mission de l'ONU sont envoyés en renfort depuis Tessalit,. Les Français envoient également des soldats en renfort depuis Kidal, ainsi qu'une patrouille de Mirage 2000, puis des drones. D'après la MINUSMA, les casques bleus parviennent à repousser l'assaut, à « neutraliser nombre d'ennemis » et à « poursuivre les assaillants dans leur déroute ». Les djihadistes battent en retraite et se dispersent dans différentes directions. La bataille s'achève après avoir duré 22 heures.
Les casques bleus canadiens dépêchent depuis Gao cinq hélicoptères — deux Chinook et trois Griffon — pour évacuer une partie des blessés.

## Pertes
Le soir de l'attaque, le secrétaire général des Nations unies António Guterres annonce dans un communiqué que 10 casques bleus tchadiens ont été tués et 25 autres blessés lors des combats. Le 15 février, un onzième soldat tchadien succombe des suites de ses blessures. Il s'agit alors de l'attaque la plus meurtrière contre la MINUSMA depuis le début de son déploiement au Mali en 2013.
Selon une source de l'AFP proche de la MINUSMA, trois assaillants ont été tués et un autre a été fait prisonnier,.
L'ONU, dans son rapport de mars 2019 sur la situation au Mali, donne un bilan de 11 morts et 26 blessés, dont 14 grièvement, pour les casques bleus tchadiens et indique également que trois assaillants ont été tués et un autre fait prisonnier.
Après une cérémonie d'hommage à Bamako,, les corps des dix soldats tchadiens sont rapatriés à N'Djaména le 27 janvier.

## Revendication
L'attaque est revendiquée le jour même par le Groupe de soutien à l'islam et aux musulmans qui dans un communiqué affirme avoir mené l'assaut en réaction à la visite au Tchad du premier ministre israélien Benyamin Netanyahou,,.

## Réactions
L'attaque est condamnée par le représentant spécial de la MINUSMA, Mahamat Saleh Annadif, lui-même de nationalité tchadienne, qui dénonce une « attaque ignoble et criminelle » et exige « une réponse robuste, immédiate et concertée de toutes les forces pour anéantir le péril du terrorisme au Sahel ». Le commandement de la MINUMSA salue pour sa part la « bravoure » des Tchadiens et leur « riposte héroïque ».

## Vidéographie
- [vidéo] « Mali : Al-Qaeda revendique l’attaque en "réaction" à la visite de Benyamin Netanyahou au Tchad », France 24, 21 janvier 2019.